# Famille Duchemin des Cepeaux
La famille Duchemin des Cepeaux est une famille d'ancienne bourgeoisie originaire du Bas-Maine. Elle compte de nombreuses branches (de Vaubernier, de Villiers, de Boisjousse, Baboissière, etc.) dont deux, aujourd'hui éteintes, furent anoblies au XVIIIe siècle.

## Origines
Cette famille est, selon Chaix d'Est-Ange : « une des plus anciennes et une des plus justement considérées de l'ancienne haute bourgeoisie de Laval, dans le Bas-Maine ».

## Personnalités
- François Duchemin (1536-1595), négociant à Laval.
- Jean Duchemin, sieur de La Barberie, de La Gimbertière, de La Jarossais et du Bois-Morin (1590-1646). Fils du précédent, négociant à Laval, maître lavandier.
- Père François Duchemin (né au XVIe siècle, mort au XVIIe), jésuite, maître ès art et théologien de la Sorbonne.
- Père René Duchemin du Tertre (1662-1738), petit-neveu du précédent prêtre, généalogiste des Duchemin, mémorialiste de Saint-Vénérand de Laval [3]
- Jean Duchemin, sieur de La Brochardière (1666-1727), receveur des finances du Roi, actionnaire de la Compagnie des Indes.
- Pierre Duchemin du Tertre (1691-1755), sieur du Tertre, échevin de Laval
- Jacques-Ambroise Duchemin de Villiers (1764-1846)[3], historien et président au tribunal de Laval, chevalier de la Légion d'honneur en 1825. La bibliothèque qu'il s'était formée contenait plus de 6 000 volumes, choisis avec un goût de bibliophile et d'homme studieux. Laissant la botanique, qu'il avait étudiée plus jeune sous la direction de Jussieu[Lequel ?] et de Louis Claude Richard, en 1795 et 1796, il se livra spécialement à l'histoire locale. Ses Essais sur l'histoire de Laval, et Essais sur la Féodalité sont le fruit de longues et patientes recherches[3].
- Ambroise Duchemin, sieur de La Maisonneuve et du Flécheray (1693-1749), négociant en toiles avec l'Espagne et l'Amérique, époux de Marie Hoisnard
- Jean Duchemin de Mottejean, sieur de la Touche (marié en 1750), officier de la duchesse d'Orléans.
- Jacques Duchemin des Cepeaux, arrière-petit-fils du précédent, né le 27 mai 1784 et mort le 14 mai 1858 à Laval, journaliste et historien royaliste de la Chouannerie française.
- Ambroise Duchemin de La Maisonneuve (1759-1804), père du précédent, membre de la société du Jardin Berset.
- René Duchemin de Vaubernier, sous-lieutenant aux Zouaves pontificaux, tué au combat en 1871 à Yvré-l'Évêque (Sarthe) à l’âge de 24 ans.
- Ambroisine Duchemin des Cepeaux, morte à Laval, âgé de 88 ans, le 27 février 1902, mariée à Charles-Antoine de Preaulx, vicomte de Preaulx. Fille du précédent, elle lui servit de secrétaire, tout enfant, quand il recueillait le témoignage des survivants de la Chouannerie.
- René Louis Duchemin des Cepeaux, chevalier de la Légion d'honneur le 22 août 1871, marié à Marie-Hortense de Bergevin.
- Jeanne-Charlotte Duchemin des Cepeaux, mariée au comte Léon-Marie du Breil de Pontbriand (chevalier de l'ordre équestre du Saint-Sépulcre de Jérusalem) (dont postérité)
- Ambroisine-Marie Duchemin des Cepeaux, mariée au comte Yves de Poulpiquet de Brescanvel (dont postérité)
- Ambroise Duchemin des Cepeaux, marié à Jeanne Avril de Pignerolle (dont postérité)

## Filiation de la branche Duchemin de Vaubernier
- François Duchemin (1536-1595), négociant, bourgeois de Laval (Maine), dans l'actuel département de la Mayenne[4].
  - Jean Duchemin (1590-1646), négociant, maître lavandier, bourgeois de Laval.
    - Ambroise Duchemin (1618-1688), négociant, bourgeois de Laval.
      - Jacques Duchemin (1644-1729), négociant, bourgeois de Laval.
        - Christophe Duchemin (1670-1711), négociant, bourgeois de Laval.
          - Jacques Christophe Duchemin (1692-1734), négociant, bourgeois de Laval.
            - René François Duchemin  de Vaubernier (né en 1721), bourgeois de Laval.
              - René Jean Duchemin de Vaubernier (1752-1807), bourgeois de Laval.
                - René Jean (II) Duchemin de Vaubernier (1775-1821), bourgeois de Laval, décoré de l'Ordre du Lys.
                  - Léonce Duchemin de Vaubernier (1814-1874), bourgeois de Laval.
                    - René Duchemin de Vaubernier (1868-1955), maire de Saint-Jean-sur-Mayenne, dont postérité [5].

## Branches anoblies
Une de ses nombreuses branches fut anoblie en 1764 par la charge de capitoul de Toulouse occupée par Jean-Baptiste Duchemin de Mottejean, écuyer, seigneur du Verger, de l'Epine et de Poligné (1716-1797). Cette branche est aujourd'hui éteinte.
Une autre branche fut anoblie en la personne de Jean-Baptiste Duchemin, seigneur de Saint-Céneré (1704-1780), procureur en l'élection de Laval. Branche également éteinte.

## Armoiries
Les familles Duchemin des Cepeaux et Duchemein de Vaubernier (subsistante) ont pour armoiries : 	 
- d'or au dromadaire passant de sable (le symbole du dromadaire dans un blason signifiant souvent un voyage en Orient voire en Terre sainte).

Les nombreuses branches de cette famille portèrent de légères variantes de ces armes (voir aussi l'Armorial Général de France de 1696) :
- Duchemin-Baboissière, et Duchemin de Boismorin : d'or au dromadaire passant d'azur.
- Duchemin de Boisjousse : d'or au dromadaire de sinople, accompagné en chef de 3 cœurs d'argent.

D'autres armes furent aussi portées par des membres de cette famille : 
- De gueules à la fasce d‘or, chargée d‘une chouette (al. d'un duc) de sable [2].

## Pour approfondir